# Staatsrat (Waadt)

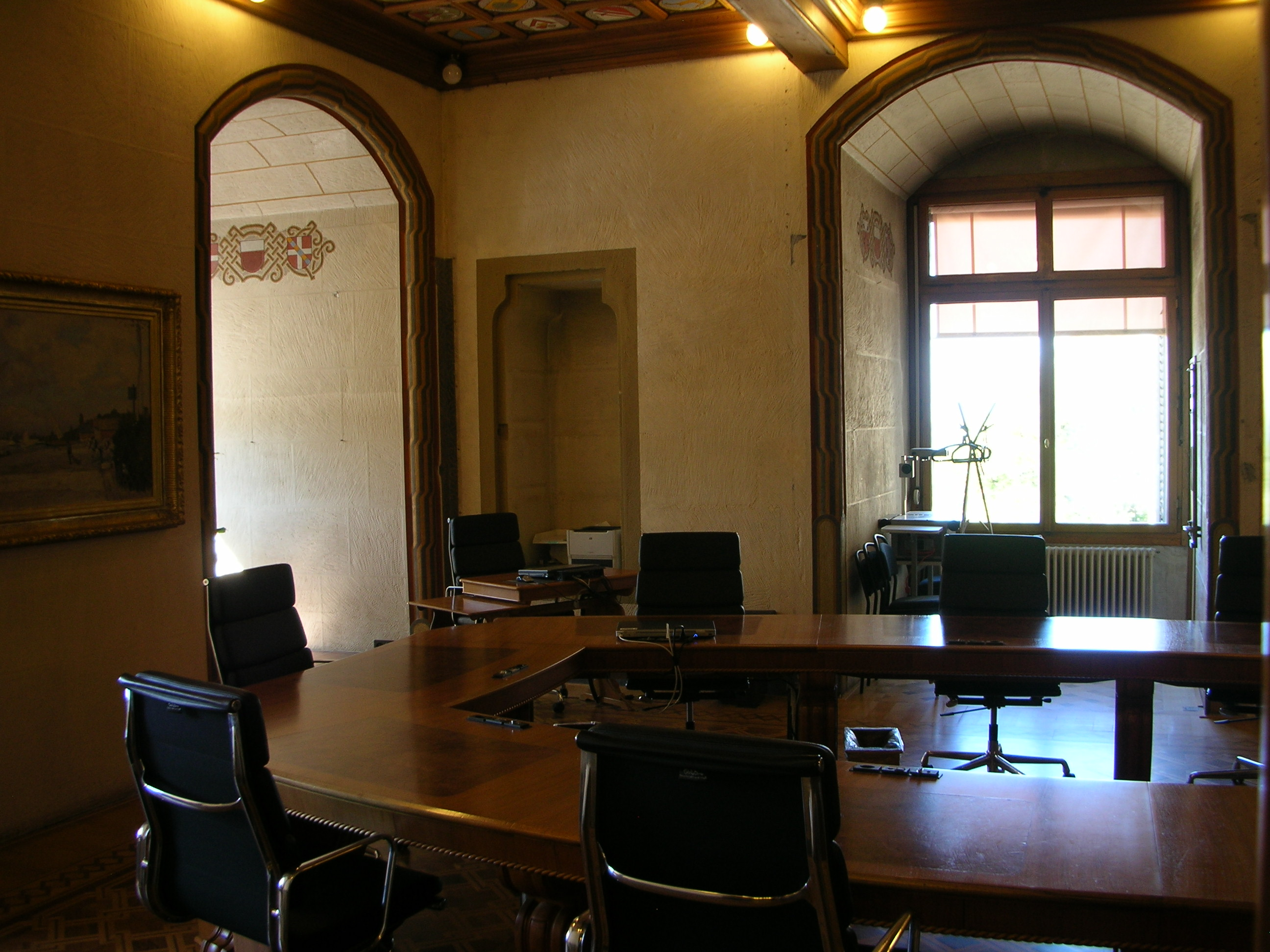
Sitzungszimmer des Staatsrates im Château Saint-Maire in Lausanne

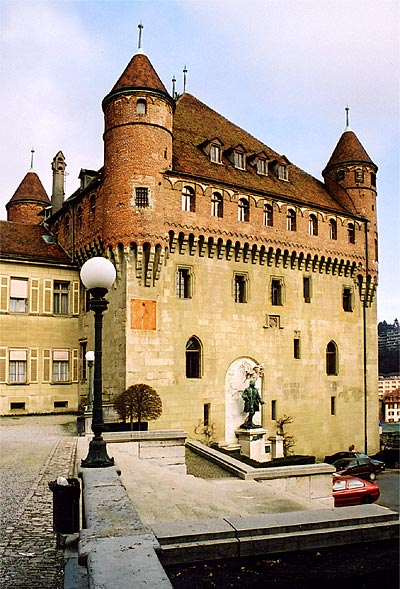
Das Château Saint-Maire, Sitz des Staatsrates

Der Staatsrat (französisch Conseil d’État) ist die Regierung des Kantons Waadt. Er besteht aus sieben Mitgliedern (conseiller d’État), die jeweils ein eigenes Departement der Kantonsverwaltung führen.
Seit der Revision der Kantonsverfassung im Jahr 2003 wird der Staatsrat alle fünf Jahre vom Volk gewählt. Die Mitglieder des Staatsrats ernennen aus ihrer Mitte für die gesamte Dauer der Legislatur eine Person zum Regierungspräsidenten (Président du Conseil d’État). Kein anderer Kanton sieht eine längere Amtsdauer vor. Vor der Verfassungsänderung war nach dem Rotationsprinzip jedes Jahr ein neuer Präsident bestimmt worden, so wie es in den meisten anderen Kantonen der Fall ist.

## Geschichte

### Kleiner Rat 1803–1814
In der Endphase der Helvetischen Republik setzte sich die Auffassung durch, dass die staatliche Hoheit in Zukunft nur noch eingeschränkt durch die schweizerische Zentralregierung und in vielen Belangen durch die Kantone wahrzunehmen sei. Ein Verfassungsentwurf von 1801 erwähnte für den Kanton Waadt zum ersten Mal den Petit Conseil und sah vor, dass dieser Kleine Rat, bestehend aus zehn Mitgliedern, vom Grossen Rat bestellt werden sollte. Eine Amtszeit dauerte neun Jahre, und es galten strenge Wahlkriterien: Gewählt werden konnte nur jemand, der mindestens 30 Jahre alt war, bereits vorher ein öffentliches Amt innegehabt hatte und mindestens 3000 Schweizer Franken verdiente.
Mit der Mediationsakte am 19. Februar 1803 wurden die Regeln der Wahl geändert: Die neun Mitglieder wurden aus Angehörigen des Grossen Rats für sechs Jahre gewählt, alle zwei Jahre gab es Erneuerungswahlen, bei denen ein Drittel des Kleinen Rates (drei Personen) ausgewechselt wurden, und das Präsidentenamt wechselte jeden Monat. Auf den 22. April 1803 wurden drei Departemente der Staatsverwaltung eingeführt, die je von einer Kommission mit drei Kleinräten geführt wurden: Es gab das département de législation (Departement des Rechts), das département de l'intérieur (Departement des Innern) und das département des finances (Finanzdepartement). Stets nach vier Monaten musste ein Mitglied von einem Departement in ein anderes wechseln. Das département de législation wurde am 7. Juni 1810 in département de justice et police (Justiz- und Polizeidepartement) umbenannt.
Mitglieder des ersten Staatsrats waren (ab 1803), (inkl. Ersatzpersonen):
- Henri Monod (Louis Jan ausgewechselt, 1804)
- Jules Muret
- Auguste Pidou
- Louis Duvillard (Henri Monod akzeptierte Wahl nicht, Nicolas Longchamp ausgewechselt, 1805; Pierre-David Bocherens ausgewechselt, 1809)
- Abram-Isaac Detrey
- Louis Lambert (Henri Monod ausgewechselt, 1811)
- Jean-François Fayod (David-Fs-Rod. Clavel ausgewechselt, 1811)
- Jean-Pierre-Elie Bergier
- Daniel-Emmanuel Couvreu (Jean-Ls Duchat akzeptierte Wahl nicht, Béat-Ferdinand Testuz ausgewechselt, 1806; César Soulié ausgewechselt, 1811)

### Staatsrat 1814–1831
Mit der Verfassung vom 4. August 1814 wurde der Kleine Rat neu organisiert und jetzt als Conseil d'État (Staatsrat) bezeichnet. Die Anzahl der Räte wurde auf dreizehn erhöht, sie wurden aus den Mitgliedern des Grossen Rats für zwölf Jahre gewählt; ein Teil des Kleinen Rats wurde alle vier Jahre ausgewechselt; es galt das Wiederwahlrecht.
Der Grosse Rat ernannte aus den gewählten Staatsräten für die Dauer von vier Jahren zwei Präsidenten, welche dann den Titel Landammann trugen. Sie übernahmen das Präsidium abwechselnd für ein Jahr, präsidierten zudem den Grossen Rat und waren wiederwählbar.
Neu geschaffen wurde das Département militaire (Militärdepartement) mit einer eigenen Ratskommission, weshalb mehr Regierungsmitglieder nötig waren.

### Staatsrat 1831–1845
Die Verfassungsänderung vom 26. März 1830 sah keine Änderung in der Organisation der Kantonsregierung vor. Am 25. Mai 1831 kam es jedoch bereits zur nächsten Revision der Verfassung, wobei der Staatsrat auf neun Mitglieder verkleinert wurde. Weiterhin waren nur Mitglieder des Grossen Rats wählbar; die Amtszeit dauerte sechs Jahre; Wiederwahl war möglich. Jedes Jahr bestimmte der Staatsrat aus seinem Kreis selbst einen Präsidenten, der nicht mehr direkt wiedergewählt werden konnte.
Einteilung und Bezeichnung der Departemente blieben unverändert, die Departementsleitungen bestanden nur noch aus zwei Mitgliedern, die drei Jahre lang im gleichen Departement blieben; alle 18 Monate kam ein neues Mitglied dazu.

### Staatsrat 1845–1861
Am 14. Februar 1845 trat der gesamte Staatsrat geschlossen zurück. Am selben Tag wählten die versammelten Einwohner auf dem Place de Montbenon in Lausanne eine neue provisorische Regierung, bestehend aus neun Mitgliedern:
- Henri Druey
- Louis Blanchenay
- Jules Muret-Tallichet (Wahl nicht angenommen) François Briatte
- Henri Fischer
- Jean Schopfer (Wahl nicht angenommen) Jules Vulliet
- Rod. Mercier
- Ch. Veillon
- Jaques Veret
- Louis Bourgeois

Mit der neuen Verfassung vom 10. August 1845 wurden neun Mitglieder für vier Jahre aus dem Grossen Rat in den Staatsrat gewählt, sie waren wiederwählbar und wurden zum Teil ersetzt.

### Staatsrat 1861–1885
Mit der Revision der Verfassung vom 15. Dezember 1861 wurde die Anzahl der Staatsräte von neun auf sieben gekürzt. Nun waren auch Personen wählbar, die keinen Einsitz im Grossen Rat hatten. Alle vier Jahre fanden Wiederwahlen statt. Der Präsident wurde jedes Jahr neu bestimmt und war nicht mehr direkt wiederwählbar. Die Zahl der Departemente wurde von vier auf sieben vergrössert, und damit war nun jedes Regierungsmitglied Vorsteher eines Departements.

### Staatsrat seit 1885
Per 1. März 1885 wurde die Verfassung abermals geändert. Das Regierungsgremium bestand weiterhin aus sieben Räten, die nicht mehr Einsitz im Grossen Rat haben durften. Falls ein Grossrat zum Staatsrat gewählt wurde, musste er von ersterem Amt zurücktreten. Der Staatsrat wird vom Grossen Rat für vier Jahre bestimmt und ist wiederwählbar. Bei einer Vakanz wird sofort eine Neubesetzung festgelegt.
Mit dem Gesetz vom 5. September 1917 wurde vorgeschrieben, dass der Grosse Rat direkt vom Volk gewählt wird. Eine Wiederwahl ist möglich. Bei einer Personalmutation findet am ersten Sonntag im März die Ersatzwahl statt. Die erste Volkswahl nach dieser Regelung fand am 3. März 1918 statt. Jede stimmberechtigte Person durfte nicht mehr als zwei Mitglieder aus der eigenen Wohngemeinde, in den grösseren Städten aus ihrem Stadtteil wählen. An der Wahl des Präsidenten, sowie der Departementsverteilung, gab es keine Änderungen.

## Legislatur 2017–2022
- Departement für Landschaft und Umwelt (frz. Département du territoire et de l’environnement DTE; bis Ende 2013 Departement für Sicherheit und Umwelt., frz. Département de la sécurité et de l’environnement): Christelle Luisier (FDP)
- Departement für Bildung, Jugend und Kultur (frz. Département de la formation, de la jeunesse et de la culture DFJC): Cesla Amarelle (SP)
- Innerndepartement (frz. Département de l'intérieur DINT): Béatrice Métraux (Grüne)
- Departement für Gesundheit und Soziales (frz. Département de la santé et de l'action sociale DSAS): Rebecca Ruiz (SP)
- Volkswirtschaftsdepartement (frz. Département de l'économie DECS): Philippe Leuba (LPS)
- Departement für Infrastruktur und Personal (frz. Département des infrastructures et des ressources humaines DIRH): Nuria Gorrite (SP)
- Departement für Finanzen und Aussenbeziehungen (frz. Département des finances et des relations extérieures DFIRE.  Dass Departement wird stets vom Staatsratspräsidenten geführt. Es ist zuständig für den Finanzhaushalt, das Statistikwesen, die Aussenbeziehungen sowie die Staatskanzlei): Pascal Broulis (FDP)

## Legislatur 2022–2027
- Departement für Jugend, Umwelt und Sicherheit (frz. Département de la jeunesse, de l'environnement et de la sécurité) DJES: Vassilis Venizelos (Grüne)
- Bildungsdepartement (frz. Département de l'enseignement et de la formation professionnelle) (DEF): Frédéric Borloz (FDP.Die Liberalen)
- Departement für Finanzen und Landwirtschaft (frz. Département des finances et de l'agriculture) (DFA): Valérie Dittli (Die Mitte)
- Departement für Kultur, Infrastruktur und Personal (frz. Département de la culture, des infrastructures et des ressources humaines) (DCIRH): Nuria Gorrite (SP)
- Departement für Institutionen, Landschaft und Sport (frz. Département des institutions, du territoire et du sport) (DITS): Christelle Luisier (FDP.Die Liberalen)
- Departement für Wirtschaft, Innovation, Beschäftigung und Kulturerbe (frz. Département de l'économie, de l'innovation, de l'emploi et du patrimoine) (DEIEP): Isabelle Moret (FDP.Die Liberalen)
- Departement für Gesundheit und Soziales (frz. Département de la santé et de l'action sociale) (DSAS): Rebecca Ruiz (SP)